# Epeu
Na mitologia grega, Epeu, filho de Panopeu, foi o construtor do Cavalo de Troia.
Depois do sepultamento de Pátroclo, Aquiles organizou uma competição de atletismo em honra do morto, onde Epeu venceu no pugilismo, empatando com Acamas, filho de Teseu, após uma acirrada luta que foi interrompida pelos aqueus. Os dois saíram muito feridos da luta, mas Podalírio os curou.